# Strandviva
Strandviva (Primula nutans) är en perenn växt i släktet vivor. Den är fridlyst i Sverige och i hotkategorin NT i IUCN:s rödlistning. Den ingår i EU:s habitatdirektiv och Natura 2000. Första svenska fynduppgiften är från Uddskär i Norrbottens län 1875.

## Utbredning
Strandviva växer runt polcirkeln samt på tibetanska högplatån. Runt Bottenviken växer varieteten Bottenviksviva (P. nutans ssp. finmarchica var. jokelae) som är beroende av brackvatten.

## Utseende och ekologi
Strandvivan blir 5–20 centimeter hög och trivs på öppen fuktig mark. Bottenviksvivan växer på havsstrandängar och i strandsänkor.
Blomningen sker i juni–juli och blommorna blir ljust violetta med gul mitt. Blommorna har en till två centimeter bred krona och sitter i glesa flockar om två till fyra blommor på en späd stjälk. Fodret är 4–5 millimeter med tydliga åsar. Kapseln är 10–16 millimeter. 
Bladen är samlade i en rosett, äggrunda och tydligt långskaftade. De är något köttiga och saknar mjöligt överdrag (till skillnad mot bland annat majviva). 